# Huitzilxotzin
Huitzilxotzin (pronunciación en náhuatl modernoⓘ) fue una reina de Tenochtitlan como esposa del emperador azteca Acamapichtli. Era hija de Tenqacatetl y madre del príncipe Tlatolqaca. Fue abuela de los príncipes Cahualtzin, Tetlepanquetzatzin y Tecatlapohuatzin.